# Byun Chun-sa
Byun Chun-sa, kor. 변천사 (ur. 23 listopada 1987) – południowokoreańska łyżwiarka szybka, specjalizująca się w short tracku. Złota medalistka olimpijska z Turynu.
Zawody w 2006 były jej jednymi igrzyskami olimpijskimi. Po medal sięgnęła w biegu sztafetowym. Koreańską drużynę tworzyły także Choi Eun-kyung, Jin Sun-yu, Jeon Da-hye i Kang Yun-mi. W tej samej konkurencji była złotą medalistką mistrzostw świata (2004 i 2007). Indywidualnie zdobyła srebro na dystansie 1000 metrów w 2004 oraz brąz w 2004 w wieloboju oraz w 2007 na dystansie 1500 metrów.